# ¡Viva México!
¡Viva México! was een overzichtstentoonstelling over Mexico die van 1 juni - 2 december 1968 in het Rijksmuseum voor Volkenkunde in Leiden op de vloer stond.
Aanleiding voor het besluit van het museum een grote tentoonstelling over Mexico te organiseren was het feit dat in 1968 het land in het centrum van de belangstelling kwam door de Olympische Spelen die in Mexico City gehouden werden. De expositie was bedoeld als een allereerste kennismaking met volk, geschiedenis en cultuur en wilde daarom een zo breed mogelijk beeld geven van het land. Bij binnenkomst in de tentoonstellingsruimte werd de bezoeker geconfronteerd met een driedimensionale maquette van de geografische ligging van Mexico; een globale impressie van het land werd opgeroepen door foto's en dia's van bevolkingstypen en landschappen. Uit het rijke archeologische verleden moest noodgedwongen een kleine keuze worden gemaakt. Elementen uit de cultuur van de Maya's en Azteken werden getoond, onder meer door een maquette van een Maya-tempel uit Palenque en een van het stadion in Chichén Itzá waar het Tlachtli werd gespeeld, een balspel waarbij de speler met elleboog of heup wierp. Via de confrontatie tussen de indiaanse culturen en de Spaanse kolonisators, kwam men bij de barok van de katholieke koloniale cultuur en vervolgens in het hedendaagse Mexico: een marktscène, de viering van Allerzielen en andere kleurrijke volksfeesten. Tevens werd aandacht besteed aan de mestiezen, het mensentype dat is ontstaan door vermenging van Indiaan en Spanjaard, en ten slotte door middel van grote foto's aan de opmerkelijke en vaak spectaculaire architectuur van het moderne Mexico.

## Catalogus
- J.J. Leyenaar, ¡Viva México!; een keuze uit de talloze facetten die Mexico te bieden heeft. Leiden, 1968.